# O Necromante
O Necromante: Uma História Fantástica de Fontes Orais e Escritas é um romance gótico escrito por Karl Friedrich Kahlert sob o pseudônimo de Lorenz Flammenberg e traduzido por Peter Teuthold e que foi publicado pela primeira vez em 1794. É um dos sete 'romances de horror' recomendados por Jane Austen em Northanger Abbey. Uma vez pensados como nunca terem existido, exceto no texto de Northanger Abbey.
Ambientado na Floresta Negra, na Alemanha, o romance consiste de uma série de contos escabrosos de assombrações, violência, assassinatos e o sobrenatural, apresentando as aventuras de Hermann e Helfried e o misterioso mago Volkert, o Necromante, que tem aparentemente retornado de volta dos mortos.

## Enredo

### Parte 1
Herman e Hellfried, dois ex-colegas universitários e amigos, reúnem-se numa noite de tempestade, depois de trinta anos de separação devido ao emprego que os obrigou a viajar. Embora contando suas viagens passadas, a conversa se volta rapidamente para o sobrenatural, e os dois começam a relacionar uma série de aventuras maravilhosas. Hellfried começa a narrativa com uma história sobre um misterioso senhor inglês que está hospedado na mesma pousada que ele. Durante sua estada lá, Hellfried é atormentado por pesadelos e aparições, e perde vários objetos de valor e todo o seu dinheiro. O senhor inexplicavelmente retorna vários de seus pertences e fornece um empréstimo. Hellfried, buscando uma explicação para a série de eventos que lhe sobrevieram, conhece uma figura desconhecida em um encontro tarde da noite que alega ter as respostas que procura. O encontro termina em desastre, como Hellfried de alguma forma fratura a perna e fica de cama por meses. A história termina com Hellfried retornando para a pousada e continuando suas viagens.
Depois de uma noite de descanso, Herman continua a troca de contos com um relato de suas viagens com um 'Barão de R–', para quem ele era um governador. Enquanto os dois viajam através da Alemanha, chegam a uma aldeia na titular Floresta Negra. Herman e o Barão logo descobrem que o castelo vago na aldeia é assombrado por seu antigo senhor, "um homem muito mau e sem religião, que encontrou grande prazer em atormentar os pobres aldeões". Depois de juntar forças com um tenente da Dinamarca, o grupo encontra uma série de eventos sobrenaturais e horrorosos, culminando em um ritual escuro em um calabouço envolvendo um velho feiticeiro que é revelado como o Necromante. Eles finalmente escapam, e chegam ao seu destino com segurança, concluindo assim a história. Na sequência de vários dias de conversa, Herman e Hellfried seguem seus caminhos. Antes de Herman deixar a propriedade de Hellfried, ele lhe dá um manuscrito de novas aventuras que compõem a Parte II do romance.

### Parte 2
A Parte II continua o romance de forma epistolar, com uma série de cartas de várias fontes. A primeira é do Barão para Herman, descrevendo o encontro inesperado com o tenente 20 anos após a sua aventura original, na Floresta Negra. Durante este tempo, o tenente dá ao Barão um relato escrito de suas aventuras.
Depois de ter perdido um de seus servos favoritos durante a aventura na Floresta Negra, o tenente começa uma busca por novos camaradas e "apressa para voltar às saias da Floresta Negra". Ele se familiariza com um velho oficial austríaco que também compartilha contos do sobrenatural. O austríaco reconta a história de Volkert, um sargento em sua antiga guarnição que "foi relatado realizando muitas façanhas estranhas e maravilhosas". Volkert muitas vezes se envolveu com o misticismo como um serviço para seus companheiros militares e para as pessoas da aldeia em que ele estava estacionado. Volkert canaliza o marido de uma mulher que ficou viúva recentemente para que ela possa saber por que ele proibiu sua filha de se casar com seu noivo. O fantasma do pai revela que o noivo é na verdade seu irmão, e a garota morre de tristeza logo depois. Como resultado, Volkert deixa de experimentar com o ocultismo. A pedido de vários soldados, no entanto, Volkert volta a magia com a convocação de um outro Barão estrangeiro que está brigando com um oficial em sua coorte. O austríaco e seus companheiros estão "pálidos de horror" após o incidente. Este Barão estrangeiro escreve para o oficial, acusando-o de "torrentes infernais por meios sobrenaturais", e acelera sua chegada à cidade para prosseguir com o duelo. Volkert deixa a cidade sabendo que ele está em risco de ser implicado no conflito, mas não antes de ele informar às autoridades da cidade do duelo antes que ele aconteça. O duelo ocorre, e o oficial da aldeia é ferido enquanto o Barão estrangeiro é preso. Aqui, o austríaco conclui sua história. Quando os soldados perguntam o que aconteceu com Volkert, o austríaco diz: "ele está morto". O austríaco e o tenente partem juntos e retornam à Floresta Negra, na tentativa de chegar ao fundo do mistério. Quando eles retornam ao castelo assombrado, encontram uma passagem secreta e ouvem uma conversa entre um bando de ladrões. Eles ouvem que o servo do tenente ainda está vivo. Os ladrões conseguem escapar antes que os heróis possam enfrentá-los. Depois de outra série de eventos sobrenaturais menores, os heróis decidem confrontar o castelo assombrado mais uma vez, sabendo que o Necromante ainda está de alguma forma ligado às desventurais sobrenaturais inumeráveis que se abateram sob eles. A Parte II e o Volume I termina com os preparativos para este esforço.

### Parte 3
A terceira parte de O Necromante continua a história do tenente, enquanto se prepara para sua aventura com o austríaco e sua miscelânea de outros oficiais. Eles conseguem cercar o Necromante em uma pousada da aldeia perto do castelo assombrado. Depois testemunham uma sessão em que o Necromante convoca um fantasma, os heróis atacam a sala. O austríaco percebe que o Necromante e Volkert são a mesma pessoa. Depois de uma rodada brutal interrogativa, os oficiais decidem deixar o Necromante agora enfraquecido a seus próprios dispositivos. Enquanto viaja, o tenente procura alojamento em uma cabana de um lenhador suspeito e é emboscado na noite por "três companheiros de tamanhos gigantescos". Estes homens o capturam e o trazem diante de uma assembleia de criminosos. Entre eles está Volkert. O tenente é libertado da captura graças à sua leniência com Volkert na aldeia. Enquanto o tenente continua suas viagens, ele se reencontra com seu servo perdido. O servo descreve como ele foi capturado e forçado a entrar para o mesmo bando de ladrões que agora impregnava a narrativa do romance. Com esse conhecimento, o tenente é capaz de ajudar na captura do bando e seu posterior julgamento. Entre os presos está Volkert, que explica suas origens para o tenente. Foi durante o seu trabalho como um servo de um nobre alemão que ele começou a fazer experiências com o ocultismo. Ele admite a natureza dúbia de sua magia, admitindo que ele "fez tudo ao [seu] poder para drenar as bolsas dos fracos e crédulos". O Necromante começa a contar todos os seus enganos e supostas feitiçarias, incluindo a história do noivo, da vila e do duelo, que foi encenado. Ele admite suas maquinações desonestas vergonhosamente: "[Eu] bastaria dizer, que um relato completo das minhas fraudes iriam inchar muitos volumes... Eu tinha, pelo esforço de seis anos, realizado em meus truques de malabarismo com tanto segredo, que poucos de meus atos criminosos eram conhecidos... Sempre me deixou ser cegado pelos dois poderosos encantos do ouro e da falsa ambição". A narrativa, em seguida, começa com o julgamento dos ladrões, incluindo o testemunho de um estalajadeiro chamado Wolf, que muitas vezes liderou os criminosos ("o capitão dos ladrões") e que fez a maioria dos enganos possíveis. Depois de nomear seus cúmplices e suas localizações, Wolf, eventualmente, é condenado à prisão perpétua na Floresta Negra "onde ele terá uma ampla margem para refletir sobre sua vida passada".

## Narrativa moldura
O Necromante é notável na medida em que é contado por meio de múltiplas narrativas moldura aninhadas; sejam sequências epistolares ou verbais por personagens que contam suas próprias histórias para aumentar o realismo. Até o momento da publicação do romance estas sequências tinham sido absorvidas pelo gênero gótico e tornou-se indicações para os leitores contemporâneos, confirmando a obra como ficção, ou pelo menos de origem suspeita. Esta tradição ganha seu pico de reconhecimento dentro do romance gótico na obra mais famosa de Mary Shelley, Frankenstein.
A maior parte de fora da moldura da história é contada por um narrador semi-onisciente, que sabemos no final do livro 1 ser Hellfried olhando para trás em sua visita à casa de Herman. Dentro deste, somos apresentados com as primeiras histórias de Hellfried e Herman respectivamente, contada a partir da perspectiva de cada um. Muitas vezes, múltiplas narrativas menores são apresentadas ao leitor por um único narrador dentro de sua história, que oferece esses relatos em primeira mão como o mais qualificado em explicar detalhes do que ele próprio poderia. Isto resulta em uma série de acontecimentos de encapsulação; onde uma história contada por um personagem pode conter várias histórias contadas por outros, que cada um por sua vez tem uma outra história por fora para contar. Os contos quebram, então, enquanto se seguem (com o nome de cada significando um novo narrador que se refere a eles mesmos como "eu", e entalhes representando a profundidade da narrativa em relação ao narrador não recuado acima dela):

### Parte 1
Relato por escrito de Hellfried
Relato verbal de Hellfried de sua estadia na pousada.
Relato verbal de Herman de sua aventura no castelo.

### Parte 2
Carta do Barão R---- para Herman
Carta do Tenente B----- para o Barão R----
O relato verbal do tenente austríaco das habilidades de Volkert
O relato da viúva na sessão de seu falecido marido
A carta do Barão T---- relatando a convocação de Volkert para o duelo
O relato verbal do Tenente N---- de seu encontro com o fantasma da pousada.
O relato verbal de John, o servo de sua fuga dos ladrões
O relato verbal de Volkert revelando suas ilusões
O relato verbal de Helen de seu problema com seu pretendente desejado
O relato verbal de Wolf de como se tornou um ladrão

### Parte 3
A carta de P--- continuando a história de Wolf na terceira pessoa, bem como sua condenação.

## História da tradução
Foi recentemente republicado em edição moderna pela Valancourt Books que confirma a identidade do autor alemão do livro. Originalmente disse ter sido "Traduzido do alemão de Lawrence Flammenberg por Peter Teuthold," um certo número de seus leitores, incluindo leitores acadêmicos, assumiram que isso seja uma forma de adicionar à autenticidade de um texto gótico, alegando uma genealogia alemã, uma prática editorial britânica comum em seus dias. No entanto, este romance foi escrito originalmente em alemão por Karl Friedrich Kahlert e, em seguida, traduzido por Peter Teuthold.
A versão traduzida de Teuthold do romance difere da versão original alemã de Kahlert substancialmente, mais notadamente na adição consciente de uma porção plagiada do conto formando a confissão de que o ladrão Christian Wolf a partir de Der Verbrecher aus verlorener Ehre, de Friedrich Schiller, escrito em 1786. Embora muito pouco se sabe sobre Teuthold, sua tradução, e escrita infiel ao texto original em alemão, revela que ele tenha sido "um inglês conservador com simpatias anti-jacobinas que deliberadamente moldou sua tradução para desacreditar a literatura alemã". Além disso, a desorganização da narrativa (ou seja, sua estrutura confusa de narrativas em quadros) foi resultado da má gestão de Teuthold de suas fontes de tradução. "O que poderia ter sido uma antologia de lendas separadas e contos sobrenaturais sobre a Floresta Negra foi apressadamente amalgamadas em um quase incompreensível Gótico Alemão objetivado para seduzir aos leitores da [editora]". Um revisor inglês contemporâneo, publicou em 1794, comentários sobre a má qualidade da tradução de Teuthold: "Esta obra se intitula uma tradução do alemão: por respeito a tal de nossos compatriotas que são autores, nós sinceramente desejamos que isso fosse uma tradução. Devemos estar tristes por ver um original em inglês cheio de absurdos".

## Criticismo
Os revisores ingleses do romance principalmente fornecem comentários sobre as crenças supersticiosas (por exemplo, a existência da necromancia, maldições, etc.) dos personagens do romance, que a maioria dos revisores generalizam para o povo alemão em seus comentários: "Na Alemanha, sem dúvida, tais [superstições] fizeram uma impressão mais abrangente e progresso que em nosso país: desde que fantasmas levantando sejam uma operação de recorrência frequente em O Necromante". Outro artigo diz sobre o romance que "expõe as artes que foram praticadas em uma determinada parte da Alemanha, para a realização de uma série de depredações noturnas no bairro, e infundindo a multidão crédula uma firme crença na existência da feitiçaria". Outra revisão expõe sobre a utilidade do livro no desarmamento de crenças supersticiosas via entretenimento: "Para aqueles que gostam de ler histórias de fantasmas, este livro pode ser divertido, e também instrutivo, pois pode tender a [mostrar] como a superstição pode ser trabalhada sem qualquer fundamento na realidade".
Em 1944, Michael Sadleir observou que "Para obter descrições grandiloquentes de episódios "horríveis", pelo fervor estilístico puro no tratamento do sobrenatural, a obra pode ser uma classificação elevada entre os seus contemporâneos". Em 1987, Frederick Frank escreveu que o romance é um "exemplo esplêndido da Schauerroman em um ponto de não retorno racional".

## Edições
- 1794, Londres: William Lane (2 volumes)

- 1927, Londres: Robert Holden

- 1968, Folio Press

- 1989, Skoob Books ISBN 1-871438-20-9

- 2007, Valancourt Books ISBN 978-0-9792332-2-7